# Microscope à force photonique
 (mars 2025).
 (mai 2024).
La microscopie à force photonique (PhFM, de l'anglais « Photonic force microscopy ») est une technique de microscopie basée sur la pince optique. Une petite particule diélectrique (d'une taille de 20 nm à plusieurs micromètres) est retenu par un faisceau laser fortement focalisé.
La lumière diffusée vers l'avant (celle dont la direction est légèrement modifiée lors du passage à travers la particule) et la lumière non diffusée sont collectées par une lentille et projetées sur une photodiode à quatre quadrants, c'est-à-dire un détecteur sensible à la position. Ces deux composantes de la lumière interfèrent dans le détecteur et produisent des signaux qui permettent de déduire la position de la particule en trois dimensions. La précision peut aller jusqu'à 0,1 nm et la fréquence d'enregistrement jusqu'à 1 MHz. Le mouvement brownien dévie la particule de sa position de repos. Une séquence temporelle de positions mesurées permet de déduire le potentiel optique dans lequel la particule est maintenue.
Le PhFM est sensible à l'environnement de la particule et il a été utilisé dans diverses expériences. C'est la cas, par exemple, pour surveiller l'espace pouvant être rempli par des particules à l'intérieur de l'agarose, ou encore pour déterminer le sort des petites billes de latex capturées par les macrophages.
Un concept similaire consistant à scanner une bille sur une surface à l'aide d'un piège optique a été inventé en 1993 par Ghislain et WW Webb. Le nom de microscope à force photonique a été utilisé pour la première fois en 1997 par Ernst-Ludwig Florin, Arnd Pralle, J. Heinrich Hoerber et Ernst HK Stelzer au cours de leurs séjours au Laboratoire européen de biologie moléculaire (LEBM), alors qu'ils développaient la détection de position en 3D et qu'ils ont commencé à utiliser le mouvement brownien comme scanner.

## Système PhFM commerciaux
- Elliot Scientifique Ltée.
- Instruments JPK